# Хотелев, Иосиф Сидорович
Иосиф Сидорович Хотелев (02.04.1910 — 21.01.1979) — советский военачальник, военный лётчик-ас, участник Гражданской войны в Испании, Советско-финляндской и Великой Отечественной войн, командир 23-й гвардейской истребительной авиационной дивизии, гвардии полковник (07.07.1944).

## Биография
Иосиф Сидорович Хотелев родился 2 апреля 1910 года в рабочем поселке Петровский рудник (Бахмутский уезд, Екатеринославская губерния, Российская империя, ныне село Петровка Бахмутского района Донецкой области). Русский.
В Красной армии с мая 1932 года. Окончил 8-ю военную школу летчиков в Одессе в 1933 году, экстерном сдал экзамены за авиационное училище в 1935 году.
До армии работал в шахте 4/21 Петровского рудника слесарем по механизации, с 1928 года одновременно учился в горно-промышленном ученичестве. В 1931 году поступил на рабочий факультет при Харьковском авиационном институте. В 1932 году поступил в 8-ю военную школу летчиков в Одессе. По окончании в декабре 1934 года направлен в 34-ю авиаэскадрилью Житомирской авиабригады Украинского военного округа. Проходил службу в должностях пилота, младшего и старшего летчика, командира звена. 25 мая 1936 года за успехи в боевой и политической подготовке награждён орденом Красной Звезды. В том же месяце назначен летчиком-инструктором эскадрильи высшего пилотажа 8-й Одесской военной школы пилотов.
С 10 июня по 26 октября 1938 года в Испании участвовал в национально-революционной войне на И-16. Провел 6 воздушных боев, сбил 2 самолёта Messerschmitt Bf.109 в районе Валенсии, был ранен. За мужество и героизм старший лейтенант Хотелев 4 апреля 1939 года награждён орденом Красного Знамени.
В мае 1939 года назначается помощником командира 7-го истребительного авиаполка 3-й авиабригады ВВС Ленинградского военного округа в городе Пушкин. В этой должности участвовал в Советско-финляндской войне. Боевую работу вел на И-153, сбитых самолётов противника нет. Полк действовал на Карельском перешейке. За мужество и героизм в боях он 10 апреля 1940 г. был награждён орденом Красного Знамени.
С мая 1940 года И. С. Хотелев командовал 92-м истребительным авиаполком, который входил в состав 44-й авиабригады, затем 14-й истребительной авиадивизии ВВС Киевского особого военного округа и дислоцировался в районе городов Умань и Броды. В феврале 1941 года за низкую организацию боевой подготовки полка он был отстранен от должности и назначен командиром эскадрильи 165-го истребительного авиаполка 11-й смешанной авиадивизии ВВС Западного особого военного округа.
В начале Великой Отечественной войны И. С. Хотелев в этой же должности на Западном фронте. В составе 11-й смешанной авиадивизии полк принимал участие в приграничном сражении. С августа 1941 года был заместителем командира, а с марта 1942 года — командиром этого полка на Брянском фронте. Полк участвовал в Смоленском сражении и битве под Москвой. С июня 1942 года — заместитель командира 266-й штурмовой авиационной дивизии.
В марте 1943 года подполковник И. С. Хотелев был переведен на ту же должность в 209-ю истребительную авиадивизию, переименованную в мае в 7-ю гвардейскую. Её части вели боевые действия в составе 2-го истребительного авиакорпуса 3-й воздушной армии на Воронежском и Западном (с 28 апреля по 5 июля 1943 года), затем Брянском (с 5 июля по 20 августа 1943 года) фронтах. В составе этой дивизии участвовал в Ржевско-Вяземской и Орловской наступательных операциях 1943 года. В ходе наступления, находясь со средствами связи непосредственно на пунктах управления поддерживаемых сухопутных войск, осуществлял наведение авиачастей дивизии в воздухе. В октябре 1943 года по представлению командира корпуса он был от должности отстранен и в ноябре назначен заместителем командира 5-й гвардейской истребительной авиадивизии.
В составе 15-й и 3-й воздушных армий дивизия вела боевые действия на Северо-Западном, 2-м и 1-м Прибалтийских фронтах, выполняла боевые задачи по прикрытию сухопутных войск от воздушного противника, сопровождению штурмовиков и бомбардировщиков в ходе Городокской, Белорусской и Прибалтийской наступательных операций. В ходе Полоцкой наступательной операции находился на КП 2-го истребительного авиакорпуса, откуда осуществлял управление авиацией над полем боя.
С 21 сентября 1944 года принял командование над 304-й истребительной авиационной дивизией. 5 января «за бездеятельность, развал дисциплины и высокую аварийность» от должности отстранен и до конца войны состоял в распоряжении Управления кадров ВВС Красной армии. Всего за годы войны гвардии полковником И. С. Хотелевым было произведено 293 боевых вылета, он участвовал в 22 воздушных боях, в которых лично сбил 7 и 3 в группе самолёта противника. Воевал на самолётах И-16, И-153, ЛаГГ-3 и Р-39 «Аэрокобра».
В мае 1945 года гвардии полковник И. С. Хотелев был назначен командиром 900-го истребительного авиаполка в составе 240-й истребительной авиадивизии 1-го гвардейского истребительного авиакорпуса 16-й воздушной армии Группы советских оккупационных войск в Германии. 9 марта 1946 г. за недисциплинированность и самоустранение от руководства полком он был с должности снят и состоял в распоряжении Управления кадров ВВС, затем в мае 1946 года уволен в запас.
Проживал в Майкопе Краснодарского края. Умер 21 января 1979 года.

## Награды
- 4 ордена Красного Знамени[1];
- Орден Красной Звезды[1];
- медали[1].